# Кистер (дворянский род)
Кистер — русский баронский род, происходящий от Карла Христиановича Кистера, ангальт-кётенского камергера и поверенного в делах при российском дворе, в 1840 принятого на русскую службу.
Из его сыновей Вильгельм Карлович (1813—1855) был полковником и директором военных госпиталей в Крымскую войну 1854—1855, а Карл Карлович (Карл Михаил Феликс; 1820/1821—1893) — смотритель Ботанического сада, затем главный контролер министерства двора, в 1875—1881 гг. директор императорских театров, тайный советник и статс-секретарь.
Род баронов Кистер был внесён в V часть родословной книги Костромской губернии Российской империи.
Определением Правительствующего Сената, состоявшимся 6 марта 1878 года, действительный статский советник Андрей Васильев Кистер, по личным заслугам, утверждён в потомственном дворянстве, с правом на внесение в третью часть дворянской родословной книги, вместе с женой Маргаритой-Луизой-Софией и детьми их, сыновьями: Андреем, Вольдемаром и Фридрихом-Александром и дочерью Марией.

## Описание герба
Щит рассечён на червлёное и лазоревое поля. В нём золотая лилия переменных с полями цветов. По её сторонам вверху по золотой пламенеющей шестиугольной звезде.
Над щитом дворянский шлем с короной. Нашлемник: серебряный пеликан с червлёными глазами и клювом, в червлёном гнезде кормит червлёной кровью трех серебряных птенцов с червлёными глазами и клювами. Намёт: червлёный с серебром. Герб Кистера внесён в Часть 13 Общего гербовника дворянских родов Всероссийской империи, стр. 150.